# Phaenocarpa rufoflava
Phaenocarpa rufoflava är en stekelart som beskrevs av Van Achterberg 1996. Phaenocarpa rufoflava ingår i släktet Phaenocarpa och familjen bracksteklar. Inga underarter finns listade i Catalogue of Life.